# Kusudama

## Kusudama
Do japonês Kusu (remédio) e Dama (bola), é um origami modular, antigamente usado no Japão para remédios ou ervas aromáticos que era postos dentro do Kusudama.
Além de elementos decorativos, os kusudama também são associados, no arquipélago, a eventos comemorativos, como o internacionalmente conhecido Tanabata Matsuri (Festival das Estrelas) – celebrado anualmente no mês de julho (no Brasil, comemora-se o festival no bairro da Liberdade) – além de inaugurações, formaturas, casamentos, etc.
Os kusudama de Tanabata também podem ser chamados de fukinagashi (flâmulas), preservando o formato similar dos originais chineses, enfeitados com flores e com tiras de papel (tanzaku) penduradas. A criação dos famosos kusudama do Tanabata Matsuri de Sendai, província de Miyagi (que também podem ser apreciados no Festival das Estrelas da Liberdade), é atribuída ao comerciante da cidade de Ichibanchô, Kengoro Mori, que, em 1946, se inspirou na beleza das dálias de seu jardim para confeccionar, em papel, enfeites tão vistosos, que acabaram sendo adotados para o Tanabata de sua região.
Quando utilizados para eventos comemorativos, os kusudama ganham o nome de waridama (wari = waru = partir, cortar), pois são “partidos” ao meio, como uma espécie de balão surpresa, soltando tiras e confetes coloridos de papel e, no meio do balão partido, vê-se a mensagem relacionada ao festejo dependurada. Dependendo da comemoração, o kusudama pode ganhar formatos variados, abrindo-se em forma de sino ou coração, para casamentos, ou quaisquer outras formas que lembrem os homenageados. 

### O Cordão
O simbolismo do cordão abaixo do kusudama pode ser explicado da seguinte forma: Imagine o kusudama como uma esfera contendo a energia da cura, o cordão serve para dirigir essa energia para a pessoa abaixo ou para o ambiente. Normalmente esse cordão é feito apenas com um pompom que, por seus fios, ajuda a distribuir e espalhar a energia do kusudama.

### Kusudamas Atualmente
Atualmente os Kusudamas não possuem mais fins medicinais, alguns dobradores colocam dentro de seus kusudamas cânforas ou essências. Kusudamas podem ser colados, encaixados ou até mesmo costurados.